# 1977 у Миколаєві
| Роки в Миколаєві ← • 1901 • 1902 • 1903 • 1904 • 1905 • 1906 • 1907 • 1908 • 1909 • 1910 • 1911 • 1912 • 1913 • 1914 • 1915 • 1916 • 1917 • 1918 • 1919 • 1920 • 1921 • 1922 • 1923 • 1924 • 1925 • 1926 • 1927 • 1928 • 1929 • 1930 • 1931 • 1932 • 1933 • 1934 • 1935 • 1936 • 1937 • 1938 • 1939 • 1940 • 1941 • 1942 • 1943 • 1944 • 1945 • 1946 • 1947 • 1948 • 1949 • 1950 • 1951 • 1952 • 1953 • 1954 • 1955 • 1956 • 1957 • 1958 • 1959 • 1960 • 1961 • 1962 • 1963 • 1964 • 1965 • 1966 • 1967 • 1968 • 1969 • 1970 • 1971 • 1972 • 1973 • 1974 • 1975 • 1976 • 1977 • 1978 • 1979 • 1980 • 1981 • 1982 • 1983 • 1984 • 1985 • 1986 • 1987 • 1988 • 1989 • 1990 • 1991 • 1992 • 1993 • 1994 • 1995 • 1996 • 1997 • 1998 • 1999 • 2000 • → |

1977 у Миколаєві — список важливих подій, що відбулись у 1977 році в Миколаєві. Також подано перелік відомих осіб, пов'язаних з містом, що народились або померли цього року, отримали почесні звання від міста.

## Події

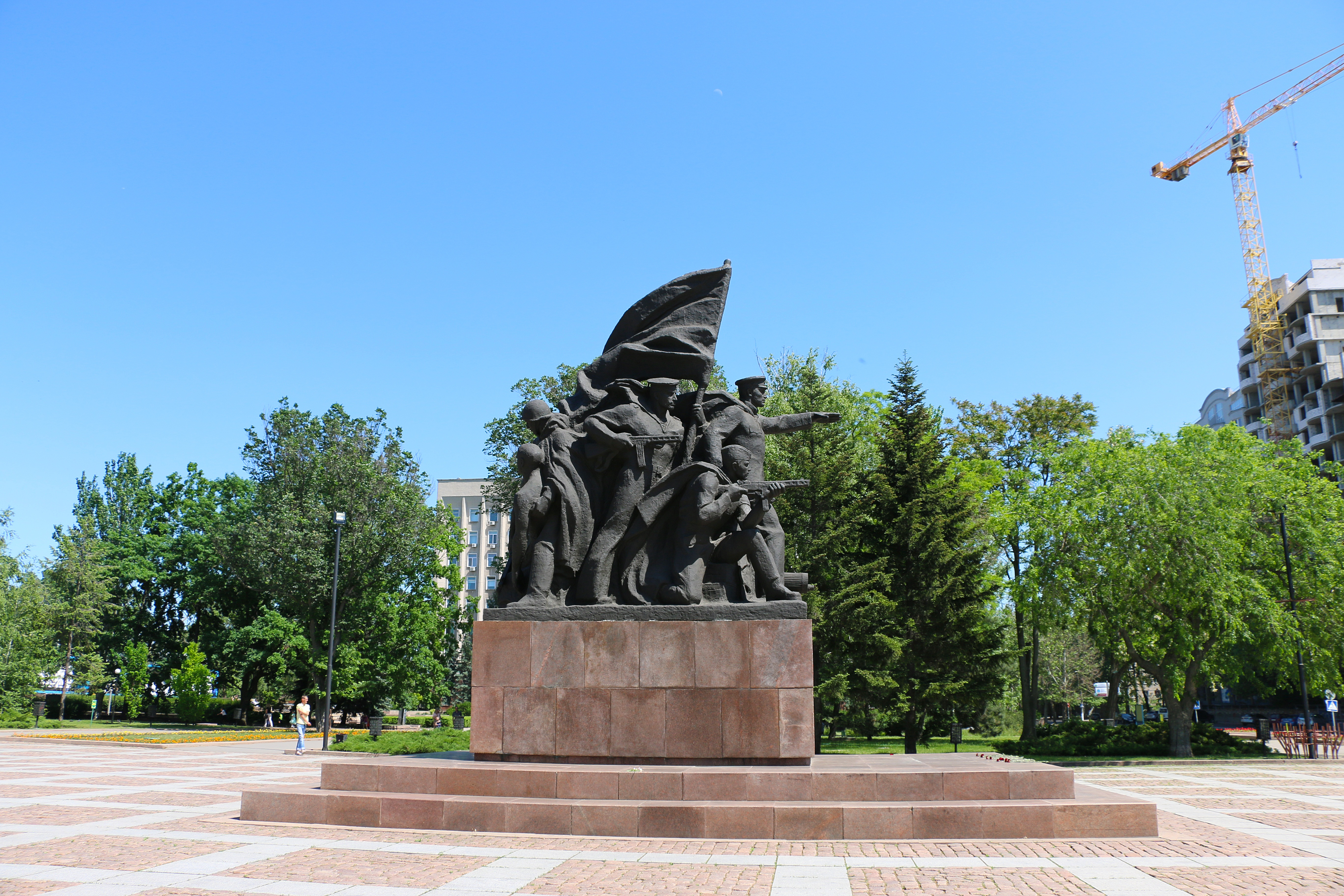
Пам'ятник десантникам Ольшанського

- 27 березня у сквері 68-ми десантників після реконструкції урочисто відкрито меморіал Героїв-десантників на честь учасників десанту морських піхотинців під командуванням старшого лейтенанта К. Ф. Ольшанского, який висадився в морському порту Миколаєва 26 березня 1944 року і вів важкі бої дві доби — до визволення міста.
- 30 березня президія Миколаївської обласної ради профспілок ухвалила рішення про об'єднаня 33 профспілкових бібліотек Миколаєва і до 1 липня 1980 року створити Міжспілкову централізовану бібліотечну систему (МЦБС) з єдиним книжковим фондом, довідковим апаратом, штатами, комплектуванням і обробкою літератури. Науково-педагогічна бібліотека міста Миколаєва стає базовою Центральною міською бібліотекою Міжспілкової ЦБС м. Миколаєва, тим самим стаючи для своїх 33 філій методичним центром.
- Згідно з наказом Міністерства кольорової металургії СРСР від 6 червня 1977 р. № 248 «Про створення Миколаївського глиноземного заводу», був утворений Миколаївський глиноземний завод[1].
- У грудні біля будівлі музичної школи № 1 був відкритий пам'ятник М. А. Римському-Корсакову, виконаний за проектом скульптора Олега Здиховського.

## Особи

### Очільники
- Голова виконавчого комітету Миколаївської міської ради — Іван Канаєв.
- 1-й секретар Миколаївського міського комітету КПУ — Едуард Шорін.

### Почесні громадяни
- У 1977 році звання Почесного громадянина Миколаєва не присвоювалось.

### Народились
- Юлія Маярчук (нар. 20 квітня 1977, Миколаїв) — українська акторка. Продовжує свою діяльність в Італії.
- Колесникова Тетяна Миколаївна (нар. 9 серпня 1977, Миколаїв) — українська веслувальниця (академічне веслування), чемпіонка світу та Європи, учасниця двох Олімпіад, заслужений майстер спорту України.
- Сичов Олександр Федорович (нар. 18 травня, 1977, Миколаїв) — заслужений артист України, диригент хору, викладач музики, керівник вокального ансамблю.
- Котикова Олена Іванівна (нар. 18 серпня 1977, село Широколанівка, Веселинівський район, Миколаївська область) — українська вчена у галузі стійкого розвитку сільськогосподарського землекористування, доктор економічних наук, професор.
- Георгієв Дмитро В'ячеславович (нар. 17 серпня 1977, Миколаїв, СРСР — пом. 25 липня 2014, Луганськ, Україна) — український військовик, капітан, заступник начальника штабу 15 окремого гірсько-піхотного батальйону 128-ї окремої гірсько-піхотної бригади Сухопутних військ ЗС України. Загинув під час проведення антитерористичної операції на території Донецької та Луганської областей при обороні луганського аеропорту. Кавалер ордена Богдана Хмельницького III ступеня.
- Іванцов Сергій Володимирович (нар. 27 серпня 1977, Пересадівка — пом. 8 листопада 2014, Донецьк) — старший прапорщик 79-ї окремої аеромобільної бригади Збройних Сил України, загинув в ході російсько-української війни. Один із «кіборгів». Закінчив Миколаївський національний університет імені В. О. Сухомлинського. Кавалер ордена «За мужність» III ступеня, лицар ордена Богдана Хмельницького III ступеня. Народний Герой України.
- Улюра Ганна Анатоліївна (нар. 1977, Миколаїв) — українська літературознавиця, кандидат філологічних наук, літературний критик.
- Потапов Сергій Вікторович (нар. 9 січня 1977, Жданов — пом. 30 січня 2013, Маріуполь) — український футболіст, півзахисник. У складі футбольного клубу «Миколаїв» провів 54 матчі, забив 15 голів. Визнаний найкращим футболістом Миколаївській області у 2006 році.
- Кваша Олексій Дмитрович (нар. 30 вересня 1977, Миколаїв — пом. 7 липня 2015, Луганське) — солдат Збройних сил України. Кавалер ордена «За мужність» III ступеня.
- Палешев Олександр Юрійович (нар. 24 вересня 1977) — український футболіст та футзаліст, півзахисник. Вихованець СДЮШОР «Торпедо» (Миколаїв).

### Померли
Дацко Яків Денисович (нар. 5 жовтня 1906, Петрівське — пом. 28 березня 1977) — український радянський живописець і театральний декоратор; член Спілки художників України. Працював головою Миколаївського Художнього фонду Спілки художників України. Жив у Миколаєві, в будинку на проспекті Леніна № 96.